# Малонга, Мадлен
Мадлен Малонга (фр. Madeleine Malonga; род. 25 декабря 1993, Суази-су-Монморанси) — французская дзюдоистка, чемпионка мира 2019 года, двукратная чемпионка Европы 2018 и 2020 годов в весовой категории до 78 кг. Серебряный призёр Олимпийских игр 2020 в Токио.

## Биография
В апреле 2018 года в Тель-Авиве она выиграла свой первый титул, став чемпионкой Европы по дзюдо.
На предолимпийском чемпионате мира 2019 года, который проходил в Токио, завоевала золотую медаль, переиграв в финале японскую спортсменку Сори Хамаду.
В ноябре 2020 года на чемпионате Европы, проходившем в Праге, Малонга смогла завоевать чемпионский титул в категории до 78 кг. В финале поборола немецкую спортсменку Луизу Мальцман.
На чемпионате мира 2021 года, который проходил в июне в Будапеште, Малонга завоевала серебряную медаль в весовой категории до 78 кг, уступив в финале немецкой дзюдоистке Анне-Марии Вагнер.
Весной 2024 года на предолимпийском чемпионате мира, который состоялся в Объединённых Арабских Эмиратах, Мадлен завоевала бронзовую медаль, в поединке за третье место она победила спортсменку из Южной Кореи Ли Джун Юн.

## Спортивные достижения
| Индивидуальное соревнование | Год  | Соревнование                   | Место проведения | Результат | Весовая категория |
| Личный зачёт                | 2018 | Чемпионат Европы по дзюдо 2018 | Тель-Авив        | 1         | вес до 78 кг      |

| Индивидуальное соревнование | Год  | Соревнование                                 | Место проведения | Результат | Весовая категория |
| Личный зачёт                | 2015 | Чемпионат Европы по дзюдо среди юниоров 2015 | Баку             | 1         |                   |